# Falling in Love (film, 1984)
Pour les articles homonymes, voir Falling in Love.
Pour plus de détails, voir Fiche technique et Distribution.
Falling in Love est un film américain d'Ulu Grosbard sorti en 1984. Il s'agit d'un remake du film britannique Brève Rencontre de David Lean, tourné en 1945.

## Synopsis
À New York, Molly et Frank, sans se connaître, prennent le même train, fréquentent les mêmes boutiques et s'y croisent. La veille de Noël, dans la librairie Rizzoli (en), dans la 57e rue, ils se heurtent et faisant tomber leurs paquets, s'échangent par 
inadvertance les livres qu’ils viennent d’acheter, sans s'en apercevoir. 
De cette brève rencontre, naît chez cette femme et cet homme, pourtant tous les deux mariés, un sentiment amoureux. Frank cherche à provoquer une nouvelle rencontre dans le train de banlieue qu'ils prennent régulièrement. Par ailleurs, Frank, architecte, se voit proposer un poste à Houston, alors que Molly se trouve confrontée à la dégradation de la santé de son père.
Après quelques conversations dans le train, profitant des visites à l'hôpital où son père est soigné, Molly accepte un dîner au restaurant, des promenades amicales. Ils se retrouvent finalement dans un appartement prêté à Franck, mais Molly, qui a mauvaise conscience, se refuse à Franck… 
La mort du père de Molly interrompt ses voyages réguliers à New York. Franck accepte finalement le travail à Houston, mais prévient Molly qui se précipite pour lui dire au revoir, sans parvenir à temps au rendez-vous. 
Ils restent séparés pendant plusieurs mois, jusqu'au Noël suivant... où, dans la même librairie, ils se rencontrent de nouveau. Rien ne se passe, chacun partant de son côté, conscient de ne pas exprimer sa pensée profonde. Mais ils se retrouvent de nouveau dans le train, et laissent enfin leurs sentiments s'exprimer.

## Fiche technique
- Titre : Falling in Love
- Réalisation : Ulu Grosbard
- Scénario : Michael Cristofer
- Directeur de la photographie : Peter Suschitzky
- Musique : Dave Grusin
- Producteur : Martin Worth
- Distribution : Paramount Pictures
- Genre : Drame et romance
- Pays :  États-Unis
- Durée : 108 minutes
- Date de sortie : 
  - États-Unis : 21 novembre 1984
  - France : 27 mars 1985

## Distribution
- Robert De Niro (VF : Jean-Pierre Bouvier) : Frank Raftis
- Meryl Streep (VF : Élisabeth Wiener) : Molly Gilmore
- Harvey Keitel (VF : Jacques Frantz) : Ed Lasky
- Dianne Wiest (VF : Francine Lainé) : Isabelle
- Jane Kaczmarek (VF : Élisabeth Margoni) : Ann Raftis
- George Martin : John Trainer
- David Clennon (VF : Hervé Bellon) : Brian Gilmore
- Victor Argo : Victor Rawlins
- Jesse Bradford : Joe Raftis
- Kenneth Welsh

## Autour du film
- Robert De Niro tourne pour la seconde fois sous la direction d'Ulu Grosbard quatre ans après Sanglantes Confessions. Ce ne sont pas les seules retrouvailles puisque De Niro retrouve deux complices de tournage : d'abord Harvey Keitel, après Mean Streets (1973) et Taxi Driver (1976), puis Meryl Streep après Voyage au bout de l'enfer (1978).
- À noter la présence de Jane Kaczmarek (le rôle de Loïs, la mère de Malcolm).